# MOL Liga 2009/2010
MOL Liga 2009/2010 var den andra säsongen av MOL Liga, en internationell ishockeyserie för lag från Ungern och Rumänien. Ligan bestod av sju lag, varav fem från Ungern och två från Rumänien, som totalt spelade 24 omgångar i grundserien. De fyra främsta gick vidare till slutspel.

## Grundserien
|    | MOL Liga                | SM | V  | ÖTV | ÖTF | F  | GM  | IM  | MS  | P   |
| -- | ----------------------- | -- | -- | --- | --- | -- | --- | --- | --- | --- |
| 1. | DAB-Docler              | 24 | 21 | 1   | 1   | 1  | 133 | 50  | +83 | 66  |
| 2. | Miercurea Ciuc          | 24 | 14 | 0   | 1   | 9  | 82  | 70  | +12 | 43  |
| 3. | Újpesti                 | 24 | 12 | 1   | 1   | 10 | 102 | 99  | +3  | 39  |
| 4. | Budapest Stars          | 24 | 11 | 2   | 2   | 9  | 61  | 63  | –2  | 39  |
|    |                         |    |    |     |     |    |     |     |     |     |
| 5. | Ferencvárosi            | 24 | 8  | 3   | 2   | 11 | 86  | 90  | –4  | 32  |
| 6. | Miskolci Jegesmedvék    | 24 | 4  | 2   | 9   | 15 | 73  | 102 | –29 | 57' |
| 7. | SCM 68 Fenestela Brasov | 24 | 3  | 2   | 1   | 18 | 71  | 134 | –63 | 14  |

## Slutspel

### Semifinal
- DAB-Docler – Budapest Stars 2–3
- Miercurea Ciuc – Újpesti 3–4

### Final
- Budapest Stars – Újpesti 3–1